# Australia en los Juegos Olímpicos de Sochi 2014
Australia estuvo representada en los Juegos Olímpicos de Sochi 2014 por un total de 60 deportistas que compitieron en 11 deportes. Responsable del equipo olímpico fue el Comité Olímpico Australiano, así como las federaciones deportivas nacionales de cada deporte con participación.
El portador de la bandera en la ceremonia de apertura fue el deportista de snowboard Alex Pullin.

## Medallistas
El equipo olímpico australiano obtuvo las siguientes medallas:
| Nombre        | Deporte          | Competición   |
| ------------- | ---------------- | ------------- |
| Oro           |                  |               |
| —             |                  |               |
| Plata         |                  |               |
| David Morris  | Esquí acrobático | Salto aéreo M |
| Torah Bright  | Snowboard        | Halfpipe F    |
| Bronce        |                  |               |
| Lydia Lassila | Esquí acrobático | Salto aéreo F |